# The Himalayan Times
The Himalayan Times è un giornale in lingua inglese pubblicato e distribuito quotidianamente in Nepal. Il direttore ad interim è Rajan Pokhrel. Nel rapporto annuale di classificazione dei giornali, pubblicato dal Press Council Nepal nel 2018, è stato inserito nella categoria A+, la più alta possibile.
Il giornale è stato fondato il 23 novembre 2001 e ha sede in Katmandu. Il quotidiano è di proprietà della International Media Network Nepal (PVT) Ltd che a sua volta è di proprietà della Asia Pacific Communications Associate (APCA) Nepal Pvt Ltd, una joint venture tra investitori indiani e nepalesi. Prima della sua fondazione, i concorrenti già presenti cercarono di organizzarsi e fare lobby contro l'ingresso di un giornale di proprietà straniera nel paese, ma non ebbero successo.
Al momento della sua fondazione, il quotidiano era composta da 12 pagine, sei delle quali a colori, ed era venduto al prezzo di 2 rupie nepalesi. Nel giro di un anno, era diventato uno dei principali quotidiani in lingua inglese in Nepal, sostenendo di avere il maggior numero di lettori.